# Wikipédia en biélorusse (orthographe classique)
Pour l’article homonyme, voir Wikipédia en biélorusse (orthographe officielle).
Wikipédia en biélorusse – orthographe classique (en biélorusse : Вікіпэдыя, Vikipedyïa) est l'une des deux éditions de Wikipédia en biélorusse, langue slave orientale parlée en Biélorussie. Elle utilise l'orthographe classique ou tarachkievitsa, par opposition à Wikipédia en biélorusse officiel qui utilise l'orthographe officielle biélorusse (en) ou narkamawka. L'édition est lancée le 12 août 2004 avec utilisation indifférenciée des deux orthographes, puis lancée le 28 mars 2007 avec utilisation exclusive de l'orthographe classique,. Son code est be-x-old jusqu'en septembre 2015, et be-tarask depuis.
Au 28 juin 2025, l'édition en biélorusse (tarashkevitsa) contient 89 209 articles et compte 90 867 contributeurs, dont 103 contributeurs actifs et 4 administrateurs.
L'édition en biélorusse en orthographe officielle compte, quant à elle, 254 707 articles.

## Historique
La première Wikipédia en biélorusse est lancée le 12 août 2004. Ses articles utilisent alors de manière indifférenciée les deux normes orthographiques du biélorusse, l'orthographe officielle (en) et l'orthographe classique, entraînant des conflits entre les partisans de l'une ou de l'autre. Une nouvelle version utilisant uniquement l'orthographe officielle est lancée dans l'incubateur Wikimédia, espace de développement de nouvelles éditions linguistiques de projets Wikimédia. La proposition de la transformer en nouvelle version biélorusse de Wikipédia est approuvée en mars 2007 : Wikipédia en biélorusse est alors scindée en deux versions, l'une en orthographe classique et l'autre en orthographe officielle.
En septembre 2015, le nom de domaine de Wikipédia en orthographe classique biélorusse passe de be-x-old.wikipedia.org à be-tarask.wikipedia.org, reprenant la sous-étiquette d'écriture attribuée par l'Internet Assigned Numbers Authority en 2007.

## Statistiques
Au 9 février 2015, l'édition en biélorusse (orthographe classique) compte 55 413 articles et 39 049 utilisateurs enregistrés, ce qui en fait la 70e édition linguistique de Wikipédia par le nombre d'articles et la 67e par le nombre d'utilisateurs enregistrés, parmi les 287 éditions linguistiques actives.
Au 24 septembre 2022, elle contient 79 136 articles et compte 76 714 contributeurs, dont 142 contributeurs actifs et quatre administrateurs.

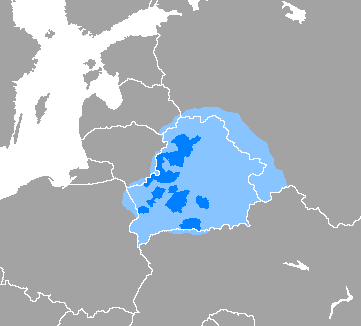
Aire de diffusion du biélorusse.
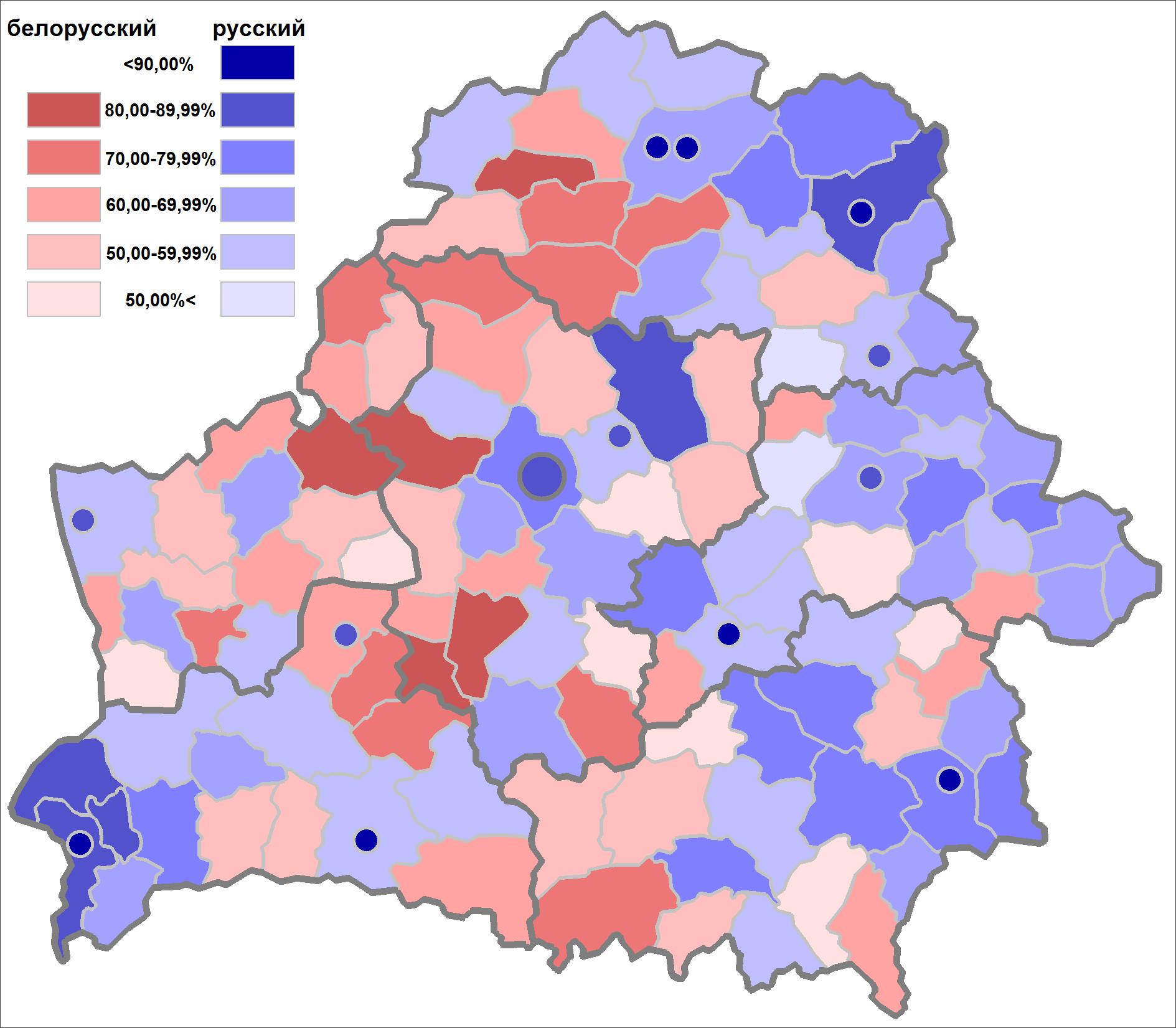
Diffusion du biélorusse et du russe en Biélorussie.